# 維埃里尼亞
阿德利诺·安德烈·维埃拉·德弗雷塔斯（葡萄牙語：Adelino André Vieira de Freitas；1986年1月24日—），通称維埃里尼亞（葡萄牙語：Vieirinha，發音：[vjɐjˈɾiɲɐ]）是葡萄牙的一位職業足球員，在場上司職邊鋒。現效力於希臘足球超級聯賽的PAOK。
在轉會至沃爾夫斯堡之前，他也效力過希臘的PAOK。他曾代表葡萄牙青年國家足球隊參賽。2013年首次代表葡萄牙國家足球隊參賽，並且參加了2014年世界杯足球賽。

## 榮譽

### 俱乐部
波圖
- 葡萄牙超級足球聯賽：2006–07
- 葡萄牙超級盃：2006

狼堡
- DFB-Pokal：2014–15
- DFL-Supercup：2015

PAOK
- 希臘足球超級聯賽：2018–19
- 希臘足球盃：2017–18, 2018–19, 2020–21

### 國家隊
葡萄牙
- 歐洲國家盃冠軍：2016年
- 歐洲U-17足球錦標賽：2003年

### 个人
- 希臘足球超級聯賽 Best Foreign Player: 2010–11,[1] 2018–19[2]
- Greek Football Cup 決賽 MVP: 2017–18[3]
- 希臘足球超級聯賽 Team of the Year：2018–19
- PAOK MVP of the Season: 2010–11, 2017–18, 2018–19

### Orders
- Commander of the Order of Merit[4]